# Campeonato Baiano 1924
In 1924 werd het twintigste Campeonato Baiano gespeeld voor voetbalclubs uit de Braziliaanse staat Bahia. De competitie werd gespeeld van 23 maart 1924 tot 15 maart 1925 en werd georganiseerd door de FBF. AAB werd kampioen. 

## Eerste fase
| Plaats | Club                   | Wed. | W  | G | V  | Saldo | Ptn. |
| ------ | ---------------------- | ---- | -- | - | -- | ----- | ---- |
| 1.     | Botafogo               | 16   | 12 | 1 | 3  | 51:20 | 25   |
| 2.     | Ypiranga               | 16   | 11 | 3 | 2  | 43:16 | 25   |
| 3.     | AAB                    | 16   | 11 | 3 | 2  | 44:18 | 25   |
| 4.     | Bahiano de Tênis       | 16   | 10 | 5 | 1  | 36:16 | 25   |
| 5.     | Auto Bahia             | 15   | 7  | 0 | 8  | 25:26 | 14   |
| 6.     | Yankee                 | 15   | 4  | 2 | 9  | 24:35 | 10   |
| 7.     | Fluminense de Salvador | 16   | 4  | 2 | 10 | 25:48 | 10   |
| 8.     | Vitória                | 14   | 1  | 2 | 11 | 17:37 | 4    |
| 9.     | Democrata              | 16   | 1  | 0 | 15 | 13:61 | 2    |

|  | Geplaatst voor tweede fase |

## Tweede fase
|  | halve finale | halve finale | halve finale | halve finale |  |         | finale | finale | finale | finale |
|  |              |              |              |              |  |         |        |        |        |        |
|  |              |              |              |              |  |         |        |        |        |        |
|  | Bahiano      | 4            | /            | 4            |  |         |        |        |        |        |
|  | Botafogo     | 1            | /            | 1            |  |         |        |        |        |        |
|  |              |              |              |              |  | Bahiano | 3      | 2      | 5      |        |
|  |              |              |              |              |  | AAB     | 3      | 4      | 7      |        |
|  | AAB          | 1            | 5            | 6            |  |         |        |        |        |        |
|  | Ypiranga     | 1            | 1            | 2            |  |         |        |        |        |        |

## Kampioen
| Campeonato Baiano de 1924 |
| ------------------------- |
| AAB 1º Titel              |